# Trypanaeus unituberculatus
Trypanaeus unituberculatus är en skalbaggsart som beskrevs av Sylvain Auguste de Marseul 1856. Trypanaeus unituberculatus ingår i släktet Trypanaeus och familjen stumpbaggar. Inga underarter finns listade i Catalogue of Life.